# 朱台濠
壽陽和靖王朱台濠（1494年5月12日—1518年9月20日），明朝慶藩第一代壽陽王，慶恭王朱寘錖的庶第二子，生母杭氏。

## 生平
弘治七年四月初八日（1494年5月12日）出生。弘治十二年（1499年）正月，獲賜名台濠。正德三年（1508年）三月，封壽陽王。
正德十三年八月十六日（1518年9月20日），朱台濠去世，享年二十五歲，諡號和靖。十六年後，嫡子朱鼒㭿襲爵。

## 家庭

### 妻
- 包氏，鎮撫包翼次女，正德八年（1513年）三月冊為壽陽王妃。[5]

### 妾
- 丁氏（1493年－1567年），正德五年（1510年）聘為媵，冊為壽陽王夫人。[6]

### 子孫
- 庶長子：鎮國將軍朱鼒柖（1511年－1544年），號𥚻齋。夫人鍾氏（1511年－1587年）[7]，副夫人金氏（1512年－1592年），妾媵車氏。
  - 孫：輔國將軍朱倪熱（1544年－），夫人鄧氏，妾媵鄔氏。
    - 曾孫：孟儒保（乳名）
    - 曾孫：更姐（乳名）[8]

  - 孫：輔國將軍朱倪𤇏（1544年或1545年－），夫人楊氏。
  - 孫女：定西郡君，儀賓黄澤。
  - 孫女：城固郡君，儀賓李麟。[6]
- 嫡第二子：壽陽端懿王朱鼒㭿[9]